# أمجد المحسن
أمجد علي المحسن (1977 -) هو شاعر وكاتب وأديب سعودي.

## حياته ونشأته
مواليد 1977م، المنطقة الشرقيّة، في السعودية درس في القطيف والتحق بجامعة الملك سعود في الرياض، وهو حاصل على بكالوريوس تاريخ من نفس الجامعة. يسكن حاليا مدينة صفوى ويعمل في وزارة التربية.

## مؤلفاته[5]
- «سهرة عبّاسيّة» وهو عن العصر العباسي من 717م حتى سقوط بغداد 1299م.

- «أدراج الغرفات السبع من الفلك إلى التي هي لك».2014[6]

- «مكعب روبيك خاص بأمجد المحسن».
- حضرة ذوات الأكمام”، 2014م

- قصيدة زرقاء على جنازة محمود درويش المؤجلة»
- «قصيدة طلحة».

## قصيدة طلحة[7]
آهٍ عَلَيَّ وآهِ مِنِّي !
جَبَلٌ على ظَهْرِي لأنِّي...
حُمِّلْتُنِي لَمْ أحتَمِلْنِي!
()
قُربَ البَصْرَةِ،
كانَ الماءُ المؤتمِرُ بكِسْرَى.
جاءَ حجازٌ، أسلَمَت البَصْرَةُ، وارتَبَكَ الكُمَّثْرَى !
دقَّ غُبارٌ كَعْبَ الفنجانِ ! ..
ترحَّلَ وتَرُ البدوِ إلى الجهة الأخرى،
ومِنْ البَصْرَةِ حتَّى بُصرَى، دُحرجَ كُمَّثرَى !
واستُدْرِج كُمَّثرَى !
مالَ الهودَجُ عَنْ مَسْطَرَةِ الجَمَلِ،
وطاحَ الجَمَلُ، انْكَثَرَتْ في الجَمل سكاكينُ الذّبحِ، استشرَى الذّبحُ..
استضرَى !
قُربَ البصرَةِ، طلحةُ نامَ، وأفزعهُ صوتُ المُنفجَرِ،
فطارَ النّومُ
وطار القبرُ !
وبُعثِرَت الكُمَّثرى....
()
أخذتني غفوة.
فرأيتُ كأنِّي أمشي في دربٍ بين الأشجارِ،
وحيداً أتنفَّسُ نفسي !
لا يعنيني أنْ أُترَكَ أو لا أُترَكَ،
حسبي أنَّ حقيقةَ نفسي صاحيةً أو مُمطرَةً: نفسي..
وصحوتُ على صوتِ العصفورَةِ في نافذتي:
إنْ كنتُ أنا
ذلك لا ريبْ،
أو كنتُ أحاولُ شيئاً آخرَ،
ذلك ريبٌ خالص... /
في هذا الوقتِ الخانقِ، والمبتلّ برائحةِ الديزلِ...
والمشنوقِ على الحيطانِ إشاراتٍ بلهاءَ مُفرَّغةٍ
من أشياءِ الآدَمِ، حيثُ بلابلُ من فلّينٍ، وشبابيكُ ملطَّخةٌ بدُوارِ
شيزوفرينياها،
أبحثُ عن لُغةٍ في هذا الكربِ المطحونِ المعجُون بِبُنِّ الَّلونِ،
وبُنِّ القهوةِ، كيفَ أُخفِّفُ عن دائرتي زاويةَ الأشكالِ مدبَّبَةً؟
أنعَتُ عصري بالكبريتِ،
وأبتاعُ كتاباً عن أدبِ الما بعدَ الحرب اللبنانيَّةِ،
عن أدب الما بعدَ الغزوِ الآشوريِّ لكوتٍ قُربَ البحرِ....
وأستطلعُ فُرصَ الإنترنت،
عمَّا كتَبَ الأدباءُ الإلكترونيُّون،
أغصُّ بحُزن امرأةٍ لا شُغلَ لها غير التنغيصِ علَيَّ بأحزانِ امرأةٍ
تتوسَّدُ رُومانتيكيَّاتِ الأنتيك...
وأعثُرُ بنُصُوصٍ مثل العُلَب الفارغةِ من الكُولا، ناشفةٍ دَبِقَه
أبحثُ عن لُغتي في هذا الأَمازُونِ الممطُوطِ المتراكمِ والمتراكِبِ....
شُغلَ الكُرة الصُّوفِ...
أأهذِي كي أُقنع نفسي أنِّي عصريٌّ؟
أسعى لامرأةٍ بِذراعَي ناسك
ولسانٍ شاعر....
انهارتْ مئذَنتا سامرَّاءَ على شَطْريْ بَيْت الشِّعرِ....
اختلَّ الوزنُ ولم يسقُطْ !
من سوءِ الحظِّ ومن حُسن الحظِّ،
أأكتُبُ شِعري في ضَوضَاءِ الحيِّ الظَّاعن؟
قامَ قبيلٌ بقتالِ البُنيانِ...
اقتلعُوا طلحه
فانحلَّ الميزانُ، ولم يسقُطْ بيتُ الشِّعرِ،
ولم تتردَّ الصِحَّه !
قتلُوا طلحه !
ما العملُ إذَاً؟
هَمِّي أن أُنقذَ معنايَ المتحوِّلَ في هذا الخَلَل الثَّابت...
()
يا طَلْحَةَ بنَ عُبيدِ اللهِ، ما فَعَلَتْ
حُكُومةٌ كَهَبَاءٍ حُكمُهَا كَهَبَا؟
.. كالرّيشِ في النّدْفِ صارَ القَبْرُ، وانتثَرَتْ
منارَةٌ كقفا نَبْكِ، انتهَتْ خشبا !
يا طَلْحَةَ بنَ عُبيدِاللهِ ما فَعَلَتْ
قصَّاصَةُ الشّجَرِ الألفافِ يَومَ رُبَى؟
أفضَتْ إلَى كَومةٍ في الرّمْلِ طائحةٍ،
كطيحةِ الجملِ المشهُورِ إذْ نُكِبَا
يا طَلْحَةَ بنَ عُبيدِاللهِ، سالَ دَمٌ
ما بينَ حيَّيْنِ حتَّى لطَّخَ الجُنُبَا
يا طَلْحَةَ بنَ عُبيدِ اللهِ، ما فَعَلَتْ
أيدٍ غريبَاتُ نارٍ تُشعِلُ الحَطَبَا؟
وإمْرَةٍ، طائفيَّاتٌ مسالِكُهَا،
أبَتْ سِوى أنْ تُؤدِّي دَوْرَهَا العَجَبَا !
تقلَّبَتْ فوق أطباقِ النّعيمِ، وقدْ
مالَتْ على شَعبِهَا تستْولِدُ الشُّعَبَا
مَنْ قالَ إنَّ احتلالاً غامضٌ؟، شُدخَتْ
كأْسُ الوضُوحِ،
وأضحَى حبلُهُ انقَضَبا !
هلْ في القواميسِ شَيءٌ مثلَ حُكمكُمُ؟،
لا أنتُمُ تحكُمونَ الشَّعْبَ لا الغربا !
فَمَنْ إذَاً أنتُما؟،
يا نُكتةً عصَفَتْ
بالقلبِ
حتَّى تولَّى مُوجعَاً غَضِبَا !
يا طَلْحَةَ بنَ عُبيدِ اللهِ، هلْ نشَفَتْ
عُرُوقُ يَعْرُبهِمِ فاستبدلُوا العَرَبَا؟
يا طَلْحَةَ بنَ عُبيدِ اللهِ، هَلْ خَفَتَتْ
شَمسُ الصّباحِ، ادَّلَى غِربالُهَا عَطَبَا؟
جاؤُوا عليهِم بأمْرٍ كانَ، مُسْتَتَرٍ،
وحَكَّمُوا أمرَ أمريكانَ،
فاضْطرَبَا !
()
طلحةُ،
ما فعلَ الأمسيُّونَ بِنا؟
خرجوا يقتتلُونَ بنا...
صِرنا السّكّين لأيدِي الموتى، ومطارقَ حدَّادي العُصُرِ الأُولَى !
ماذا لو قرَّرتُم أن تبقَوا عندكُم؟
وتُخَلُّوا ما بَين النَّاسِ وبين الزَّمن الحاضِرِ؟
ماذا أفعلُ في غِمدٍ ذَهبيٍّ غير الإكْسِسْوار على الحائط؟
طلحةُ،
لم يُعقَرْ جَمَلُ الحربِ،
ولم يُعقَرْ زَمَنُ الأمسيِّين....
ولم تُعقَرْ أشكالُ الخوفِ،
ولم تنتَه أزمتكم مُنذُ قُرُون !
يا طلحةُ، هل تذكُرُ أين ثَوى جملُ الحربِ؟
ولن تتذكَّرَ...
فالجملُ هُنا في السّوقِ هُنا، في الشّارعِ يمشي ويخُورُ...
ومازالَ يُعالجُ رائحةَ الدَّمَيَـيْنِ بأكلِ الصَّبَّار،
ويسكنُ خُرَّمشهرَ...
ويغتسلُ بماءِ الميسيسبي المبروك.
رأيتُ الجملَ على قارعة الأسفلت....
الأسفلت الحارّ،
رأيتُ الجملَ على السُّورِ الدّائرِ حولَ ديارِي،
ورأيتُ الجملَ على المسرحِ يرقُصُ عرفاناً لنُحاسِ الآلاتِ ...
رأيتُ الجملَ يكوِّرُ صلصَالاً،
ويقيءُ على ثوبِ العُمدةِ زبَدَه !
رأيتُ الجملَ يُؤنِّقُ ربطَةَ عُنُقِه
تركَ الغُترةَ فوق النّخلةِ، واختارَ ربابَةَ باغانيني !
لا يعنيني ؟
رأيتُ الجملَ يُدخِّنُ ماريجوانا خلفَ المدرسةِ الإعداديَّةِ
معهُ رُفقاءُ السُّوءِ،
رأيتُ الجملَ يُثيرُ الفتنةَ
بين الفحمةِ والكبريت !
ويلبسُ تي شيرت الشيطان،
رأيتُ الجملَ يُفتّشُ عن عُنوانٍ لكتابٍ ما في مكتبة الجامعةِ،
ويهتفُ باسمي: يا ضدِّي يا رافضَ ما عندي !
رأيتُ الجملَ على منبر عاشوراءَ يُسفِّهُ أشيائي، ويكبُّ إنائي !
رأيتُ الجملَ يُنادي: لا حقَّ سِوايَ،
ولا معنى إلا معنايْ !
رأيتُ الجملَ يخيطُ الإبرَةَ في شحمةِ أُذُنِ الفيلِ !
رأيتُ الجملَ يُضلِّلُ طُرُقاتِ الصّوفيِّين إلَى السّدرة !
ويلِجُ الإبرَة !
رأيتُ الجملَ يعضُّ على الوُثقى، فتطيرُ به ...
قُربَ البصرَةِ، كانَ الفُرسُ وكان الرّومُ،
وكانَ الكمَّثرَى ....
كانت طُنبُ الكُبرى !
مَنْ أردى مِئذَنَتَيْ سامرَّاءَ وَقبرَك ؟
طلحةُ، من وسَّخَ دهرَك ؟
من سُرَّ استنفرَ جمرَ المنقلةِ، استنفرَ غيلانِ الأجمة
واستقطَعَ رحمه
مِن شجرِ العائلةِ، وأغلقَ حُلُمه،
لكنَّ يداً واضحةً،
أبكتني
وشكتني !
رأيتُ الجملَ الزّائرَ خُرَّمشهرَ ...
يغتسلُ بماءِ الميسيسبي المبروك،
ويبرُكُ ما بين أبي موسى
والطُّنْبين الكبرى والصُّغرى !
ويبيعُ الجنَّه
ويُحبُّ الفتنه
يا طلحةُ، سقطَ الجملُ علَيَّ، وما سقطتْ قمصانُ الفتنة
فعليه الَّلعنة
عليه الّلعنة !
2007